# Ivanhoe (Nowa Południowa Walia)
Ivanhoe – miasto w Australii, w stanie Nowa Południowa Walia.